# Kryoparvus
Kryoparvus is een geslacht van uitgestorven zoogdieren dat leefde tijdens het Vroeg-Krijt in Australië. De typesoort is Kryoparvus gerriti.

## Fossiele vondsten
Kryoparvus is bekend van twee fossielen uit de Wonthaggi-formatie in Victoria. Het dier werd in 2020 beschreven. Het holotype is een onderkaak met delen van het gebit

## Verwantschap
Vermoed wordt dat Kryoparvus tot de Ausktribosphenida behoort, een groep van Australische zoogdieren uit het Krijt van zuidelijk Australië, maar het beschikbare fossiele materiaal kan hier geen zekerheid over geven.

## Kenmerken
Kryoparvus was een klein zoogdier en met een geschat gewicht van een tot anderhalve gram was het zo groot als een spitsmuis.